# ENPPI Club
ENPPI (Engineering for the Petroleum and Process Industries; Arabisch: نادي إنبي) is van oorsprong een Egyptisch gas- en oliebedrijf, met een eigen voetbalclub. 
ENPPI bestaat sinds 1978. In 1980 werd bij het bedrijf de ENPPI Club opgericht. Deze club promoveerde in het seizoen 2002/2003 voor het eerst naar de hoogste divisie.

## Beste prestaties

### Egypte
- Egyptische Premier League
  - 2de plaats 2004/05
- Beker van Egypte
  - Winnaar 2004/05, 2010/11

### Internationaal
- Arabische Champions League
  - Finalist: 2006

## Bekende (oud-)spelers
- Nader El-Sayed
- Ahmed Elmohamady
- Saleh Gomaa

Al-Ahly · Baladiyat Al-Mahalla · Ceramica Cleopatra · Al Dakhleya · ENPPI Club · Future · El Gouna · Ismaily SC · Al-Ittihad · Al Moqaouloun al-Arab · Al-Masry · National Bank of Egypt · Pharco · Pyramids · Smouha ·  Tala’ea El Gaish · Zamalek · ZED